# Кривандинский сельский округ
Кривандинский сельский округ — упразднённая административно-территориальная единица, существовавшая на территории Шатурского района Московской области в 1994—2006 годах.
Административным центром было село Кривандино.

## История

### 1925—1994 годы. Кривандинский сельсовет
Кривандинский сельсовет был образован путём выделения из Дуреевского сельсовета в 1925 году в составе Лузгаринской волости Егорьевского уезда Московской губернии.
В 1926 году в состав Кривандинского сельсовета вошла деревня Дуреевская упразднённого Дуреевского сельсовета. Таким образом, к началу 1927 года в составе сельсовета находилась деревня Дуреевская и село Кривандино с железнодорожной станцией и посёлком.
В ходе реформы административно-территориального деления СССР в 1929 году Кривандинский сельсовет вошёл в состав Шатурского района Орехово-Зуевского округа Московской области. В 1930 году округа были упразднены.
10 июля 1933 года Кривандинский сельсовет был передан из упразднённого Шатурского района в Коробовский.
20 августа 1939 года сельсовет был передан во вновь образованный Кривандинский район.
10 апреля 1953 года из Кривандинского сельсовета переданы деревни Дуреевская и Инюшинская в Алексино-Туголесский сельсовет, деревня Никитинская в Бордуковский сельсовет, деревня Мелиховская в Горяновский сельсовет.
11 октября 1956 года после упразднения Кривандинского района сельсовет передан вновь образованному Шатурскому району.
1 февраля 1963 года в ходе реформы административно-территориального деления Шатурский район был упразднён, а его сельская территория (сельсоветы) включена в состав вновь образованного Егорьевского укрупнённого сельского района.
11 января 1965 года Егорьевский укрупненный сельский район был расформирован, а на его месте были восстановлены Егорьевский и Шатурский районы. Кривандинский сельсовет вновь вошёл в состав Шатурского района.

### Кривандинский сельский округ
3 февраля 1994 года в соответствии с новым положением о местном самоуправлении в Московской области Кривандинский сельсовет был преобразован в Кривандинский сельский округ.
В 1999 году в состав Кривандинского сельского округа входило 3 населённых пункта: село Кривандино, посёлки Леспромхоза и центральной усадьбы совхоза «Мир».
29 сентября 2004 года в Кривандинский сельский округ передана территория Осаново-Дубовского поселкового округа (посёлок Осаново-Дубовое) и Новосидоровского сельского округа (деревни Новосидориха, Гавриловская, Воронинская, посёлок Красные луга), а также деревня Никитинская Бордуковского сельского округа.
В 2005 году населённые пункты Кривандинского сельского округа вошли в состав Кривандинского сельского поселения.
29 ноября 2006 года Кривандинский сельский округ исключён из учётных данных административно-территориальных и территориальных единиц Московской области.